# Rincón Pintor
Rincón Pintor är en ort i Mexiko.   Den ligger i kommunen Chocamán och delstaten Veracruz, i den sydöstra delen av landet, 220 km öster om huvudstaden Mexico City. Rincón Pintor ligger 1 508 meter över havet och antalet invånare är 842.
Terrängen runt Rincón Pintor är lite bergig. Runt Rincón Pintor är det ganska tätbefolkat, med 155 invånare per kvadratkilometer. Närmaste större samhälle är Córdoba, 18,7 km sydost om Rincón Pintor. I omgivningarna runt Rincón Pintor växer huvudsakligen savannskog.